# Parkersburg (Illinois)
Parkersburg és una població dels Estats Units a l'estat d'Illinois. Segons el cens del 2000 tenia 234 habitants.

## Demografia
Segons el cens del 2000, Parkersburg tenia 234 habitants, 98 habitatges, i 63 famílies. La densitat de població era de 120,5 habitants/km².
Dels 98 habitatges en un 33,7% hi vivien nens de menys de 18 anys, en un 56,1% hi vivien parelles casades, en un 5,1% dones solteres, i en un 35,7% no eren unitats familiars. En el 31,6% dels habitatges hi vivien persones soles el 13,3% de les quals corresponia a persones de 65 anys o més que vivien soles. El nombre mitjà de persones vivint en cada habitatge era de 2,39 i el nombre mitjà de persones que vivien en cada família era de 3,03.
Per edats la població es repartia de la següent manera: un 26,5% tenia menys de 18 anys, un 7,3% entre 18 i 24, un 33,8% entre 25 i 44, un 20,1% de 45 a 60 i un 12,4% 65 anys o més.
L'edat mediana era de 35 anys. Per cada 100 dones de 18 o més anys hi havia 102,4 homes.
La renda mediana per habitatge era de 23.250 $ i la renda mediana per família de 30.000 $. Els homes tenien una renda mediana de 23.125 $ mentre que les dones 20.625 $. La renda per capita de la població era de 14.581 $. Aproximadament el 8,3% de les famílies i el 18,6% de la població estaven per davall del llindar de pobresa.

## Poblacions més properes
El següent diagrama mostra les poblacions més properes.